# Linda on My Mind
«Linda on My Mind» es una canción del cantautor estadounidense Conway Twitty. Fue publicada en enero de 1975 como el sencillo principal de su álbum de estudio del mismo nombre.

## Recepción de la crítica
Un escritor no especificado de la revista Cash Box consideró que Twitty canta “con una facilidad que llega hasta el final del disco”, y elogió el “toque fino de guitarra bajo las voces [que] le da un toque agradable”.

## Rendimiento comercial
En Estados Unidos, el sencillo debutó en el puesto número 83 de la lista Hot Country Singles de la revista Billboard durante la semana que terminó el 11 de enero de 1975, donde se desempeñó como el tercer debut más alto de la edición. Después de escalar de manera constante la lista durante nueve semanas consecutivas, encabezó la lista el 8 de marzo, donde desplazó la canción de Cal Smith, «It's Time to Pay the Fiddler», de la posición más alta. «Linda on My Mind» salió de la lista Hot Country Singles el 12 de abril en el número 73; en total, pasó catorce semanas consecutivas entre los rankings de la lista. «Linda on My Mind» fue el duodécimo número uno de Twitty en la lista Hot Country Singles. En una entrevista con el editor de Billboard, Bob Kirsch, Twitty señaló que tener “demasiados súper éxitos pueden dañar la carrera de un artista”. Él añadió: “No esperaba que el nuevo [sencillo] fuera tan grande como es. No me quejo, por supuesto, pero obtuve un gran éxito con «I See the Want To in Your Eyes» y pensé que un pequeño descanso sería bueno. Si alguien entra en la categoría súper con cada lanzamiento, la gente espera eso de ti todo el tiempo. Y simplemente no creo que nadie pueda hacer eso”.

## Lista de canciones
- 7-inch single – MCA-40339[7]

1. «Linda on My Mind» – 2:39
2. «She's Just Not Over You Yet» – 3:04

## Posicionamiento
| Gráfica (1975)                                 | Pico de posición |
| ---------------------------------------------- | ---------------- |
| Canadá (RPM Top Singles)                       | 51               |
| Canadá (RPM Country Playlist)                  | 1                |
| Estados Unidos (Billboard Hot 100)             | 61               |
| Estados Unidos (Billboard Hot Country Singles) | 1                |
| Estados Unidos (Cash Box Top 100 Singles)      | 48               |
| Estados Unidos (Cash Box Country Top 75)       | 1                |